# 杰弗里·泰勒 (篮球运动员)
杰弗里·马修·泰勒（英語：Jeffery Matthew Taylor，1989年5月23日—），瑞典/美国篮球运动员，曾效力于NBA联盟的夏洛特山猫队。